# Dálnice M80 (Maďarsko)
Dálnice M80 (maďarsky M80-as autóút) je rychlostní silnice v nejzápadnějším cípu Maďarska. Spojuje města Szentgotthárd a Körmend. Je dlouhá 28,85 km, má pouze dva jízdní pruhy a jeden profil. Byla vystavěna v letech 2018 – 2021.
Začíná u města Körmend, v budoucnosti bude navazovat na rychlostní silnici M76. Končí na rakousko-maďarské hranici (v budoucnosti bude navazovat na rakouskou rychlostní silnici S7) mezi osadou Rábafüzes a městem Szentgotthárd.

## Průběh
Na dálnici se nacházejí dvě odpočívky, z nichž jedna (Gasztonyi) je funkční a druhá (Rábafüzes) kvůli nepokračování dálnice do Rakouska dočasně nedostupná, a pět exitů. Začíná na kruhovém objezdu severovýchodně od města Körmend, končí sice na rakouské hranici, nejdál se však lze dostat pouze na exit 189, jelikož dálnice dál do Rakouska nepokračuje. Prochází severně od řeky Ráby a překonává mostem řeku Pinka.
- 162 Körmend-východ
- 166 Ják, Körmend-západ
- 171 Kemestaródfa, Csákánydoroszló
- 182 Vasszentmihály, Rönök
- 189 Rábafüzes, Szentgotthárd